# Union des producteurs de films
Pour les articles homonymes, voir UPF.
L'Union des producteurs de films (UPF) est une organisation professionnelle française fondée le 26 mai 1987 qui défend les intérêts des producteurs de longs métrages.
L'UPF est représentée dans plusieurs organismes de l'industrie cinématographique : Unifrance (dont la présidente est vice-présidente de l'UPF), conseil d'administration du Festival de Cannes, CNC, Eurocinéma, OPMI, UNESCO, Académie des arts et techniques du cinéma, Commission nationale du film, etc.
En mai 2016, l'Association des producteurs de cinéma et l'Union des producteurs de films annoncent leur fusion pour former l'Union des producteurs de cinéma.

## Fondateurs
L'UPF a été fondée à la suite d'une scission de la Chambre syndicale des producteurs et exportateurs de films français à l'occasion du Festival de Cannes de 1987. Parmi ses fondateurs, on compte plusieurs grands producteurs et cinéastes français : Daniel Toscan du Plantier, Claude Lelouch, René Cleitman, Alain Terzian, Ariel Zeitoun, Charles Gassot, Alexandre Arcady, Christian Fechner, Philippe Carcassonne, Claudie Ossard, Alain Sussfeld et Marin Karmitz.

## Adhérents
L'organisation regroupe 82 sociétés de production dont Studio Canal, ce qui en fait l'un des principaux interlocuteurs de Canal+ depuis sa création.

## Conseil d'administration
- Président : Alain Terzian
- Vice-présidents : Luc Besson, Alain Goldman, Thomas Langmann, Margaret Menegoz, Ariel Zeitoun, Manuel Munz
- Secrétaire général : Patrice Ledoux
- Trésorier : Stéphane Marsil
- Administrateurs : Alexandre Arcady, Louis Becker, Jean-Jacques Beineix, Wassim Béji, Saïd Ben Saïd, Jean-Baptiste Dupont, Dominique Farrugia, Sébastien Fechner, Eric Heumann, Pascal Houzelot, Pierre-Ange Le Pogam, Jean-Louis Livi, Martine Marignac, Marie-Castille Mention-Schaar, Claudie Ossard, Laurent Petin, Michel Schmidt, Hervé Truffaut, Nicolas Vannier.